# Благодатний вогонь

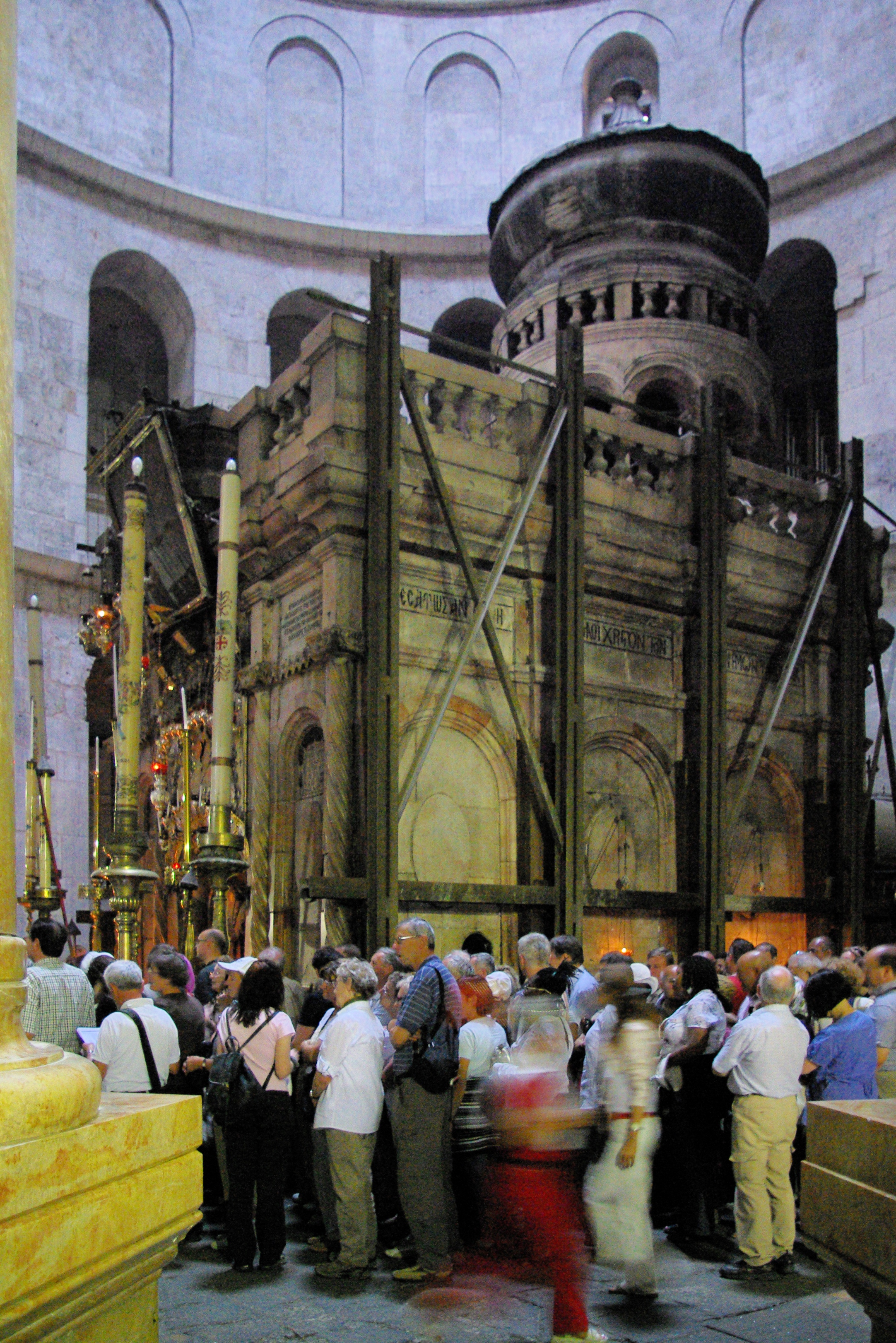
Каплиця Гробу Господнього, звана «Кувуклія» у церкві Воскресіння Христового в Єрусалимі

Благодатний Вогонь (грец. Άγιο Φως, дослівно — Святе Світло, англ. Holy fire) — поширена у православ'ї назва вогню у Великодній церемонії виносу запалених свічок із Гробу Господнього (кувуклії) в Єрусалимському Храмі Воскресіння. Церемонія проводиться у Велику суботу спільно грецьким Єрусалимським православним патріархатом та єрусалимським патріархатом Вірменської апостольської церкви. Винесення Благодатного Вогню символізує вихід з Гробу Світла істинного, тобто Воскресіння Господа.

## Церемонія Святого Світла
Церемонія Святого Світла починається о 10:15 ранку за храмовим часом з вірменської процесії, що на чолі з вірменським православним патріархом Єрусалима, пройшовши один раз навколо Кувуклії, переходить до Вірменського Бокового вівтаря храму Воскресіння.
- Об 11:00 відбувається спільна церемонія запечатування Гробу.
- Об 11:30 до храму входить молодь грецького патріархату, що скандує.
- О 12:00 у храм прибуває грецький православний патріарх Єрусалима.
- О 12:10 вірменське православне духівництво разом із представниками Коптської і Сирійської православних церков переходить із Вірменської Ризниці до Вівтаря Кафолікону, де робить своє традиційне звертання до грецького православного патріарха.
- О 12:20 служитель грецького патріархату вносить до Гробу Господнього закриту лампаду.
- О 12:30 починається хресний хід грецького православного духівництва. Процесія три рази проходить навколо Кувуклії. Грецький патріарх роздягається, стоячи перед Кувуклією, де йому допомагають його співслужителі.
- О 12:55 він разом із вірменським архімандритом входить у Кувуклію. У Кувуклії грецький патріарх і вірменський архімандрит запалюють свічки Благодатним вогнем, після чого передають його вірянам.
- О 13:10 грецький православний патріарх зі своїми співслужителями залишає храм. Починається хресна хода вірменського православного духівництва й вірян, супроводжувана коптськими й сирійськими православними громадами. Молодь грецького патріархату залишає храм. О 14:30 завершується й вірменська церемонія, і вірменський патріарх полишає храм.

## Історія церемонії
Св. Григорій Ніський (IV століття), а пізніше Йоан Дамаскін (VIII століття) вважали, що вперше Вогонь благодатний зійшов, коли апостол Петро прийшов до Гробу Господнього:

| Воскресый из гроба яко воистинну, преподобным повеліл еси женам проповідати востание апостолом, якоже писано есть: и скорый Петр предстал гробу, и світ зря во гробі, ужасашеся. Темже и увидев плащаницы, кроме Божественнаго тіла в нем лежащыя, со страхом возопи: слава Тебе Христе Боже, яко спасаеши вся Спасе наш: Отчее бо еси сияние[1] | Проте подібні свідчення відсутні в Євангелії.
Найдавніше збережене свідчення про використання Благодатного Вогню у церемонії належить паломниці Сільвії Аквітанській (IV століття) такими словами:

| У дев'яту ж годину усі збираються в храм Воскресіння, запалюються всі лампади й свічі й робиться велике світло. А вогонь не приноситься ззовні, але подається із середини печери, де денно й нічно горить невгасима лампада, тобто, усередині перешкоди |
Від IX століття сходження Благодатного вогню починають описувати як чудо. Так, близько 870 року, латинський чернець Бернард свідчив:
| "У святу суботу напередодні Великодня ранком починається служіння в цій церкві й по здійсненні служіння співається "Господи помилуй!" доти, поки по явленню ангела, не запалиться світло в лампадах, які висять над згаданою труною[1] |
Микита Клірик, що побував у Єрусалимі у 947 році, залишив такий запис:
| Архієпископ ще не виступив із Труни, як уже можна було раптово бачити всю Божу церкву сповненою неспогаданим і Божественним світлом, так що благочестивий народ пересувався то в праву сторону, то в ліву… При такій несподіваній появі світла всі були сповнені здивування, та й самі безбожні агаряни були вражені й присоромлені… у нинішній час Божественний виток світла поширився по всій церкві[2] |
Збереглися й численні скептичні описи Благодатного вогню, зокрема арабський мусульманський письменник Аль-Джахіз (9 століття) залишив таке свідчення:
| Хоронителі храмів не переставали влаштовувати для народу різні хитрості подібні хитрощам ченців зі світильниками церкви Воскресіння в Єрусалимі, які стверджують, що олія в лампадах запалюється в них без вогню в одне свято[1] |

### Переказ про тріснуту колону

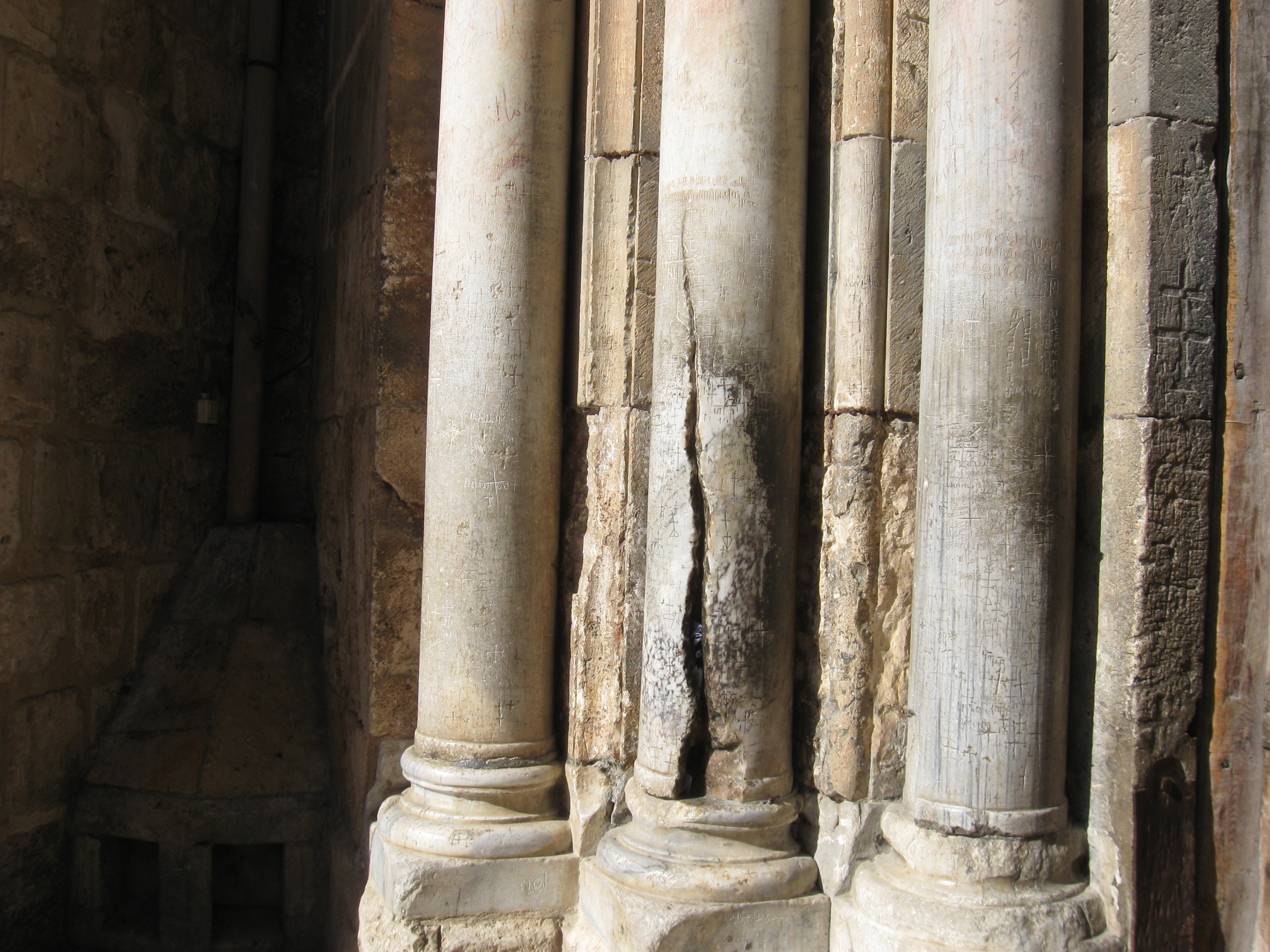
Розсічена колона Храму Воскресіння, на яку, за переказом, зійшов вогонь

Існують перекази, за якими тріщина на одній з колон Храму Господнього пояснюється тим, що на неї зійшов Благодатний вогонь. Існують щонайменше дві версії сходження.
Вірменська версія базується на свідченнях не пізніших 1635 року вірменського паломника зі Львова Сімеона Лехаці. За його свідченням колись до храму не впустили вбогих прочан, через те що вони не могли сплатити вхідну плату. Проте Вогонь зійшов спершу саме до жебраків, що стояли назовні, й спалив верхівки мармурових колон по обидва боки дверей, після чого було видано указ і грамоту, що дозволяли безкоштовно входити до Храму жебракам, які заприсягнуть, що не мають грошей.
Грецька версія, письмово зафіксована не раніше 1710 року російським паломником Іваном Лук'яновим, розповідає, що вірмени одного разу вирішили привласнити собі право одержувати Благодатний вогонь і підкупили турецьку владу, щоб та не впустила греків у храм і щоб вірмени самі увійшли в Гріб Господень за вогнем. І поки вірмени без успіху намагалися випросити в Бога вогонь, греки зі своїм патріархом молилися біля входу в храм. І Бог не дав вірменам вогню, але звів його з колони біля входу, де стояли греки зі своїм патріархом. Один мусульманський стражник, побачивши що сталося, увірував у християнського Бога, за що був убитий одноплемінниками. У цьому переказі Благодатний вогонь з'являється як доказ істинності грецької форми Православ'я. Критики грецької версії вважають, що вона є пізнішою та кон'юнктурно зміненою версією початкового переказу, що зберігається вірменською церквою.
Доцент кафедри біблеїстики Київської духовної академії УПЦ, фахівець з епіграфічних пам'яток Ізраїлю, кандидат богослов'я протоієрей Олег Скнар зробив огляд усіх відомих легенд і переказів про пошкодження колони. Дослідник зазначає, що «тріщина в колоні давніша, ніж приписувана їй легенда про Вогонь». Низка інших колон храму також має схожі пошкодження. За сотні років колони храму постійно піддавалися деформаціям у зв'язку з землетрусами, пожежами, нападами завойовників тощо. Це дає підстави говорити про природне походження ушкоджень. Разом з тим, як зазначає протоієрей Олег Скнар, сказання про благодатний вогонь теж цікаві для досліджень «як апокрифічна літературна спадщина». «Еволюціонуючи, ідея про те, що з колони щось „вийшло“, набувала різних розповідних форм: від виходу мучеників уві сні патріарха, до чудесного виходу вогню …», — пише він.

## Полеміка

### Вірування про чудесне сходження
Серед частини православних християн існує повір'я, що вогонь, який виносить із Гробу грецький патріарх Єрусалима, не просто благодатний, але й чудесний і надприродний. Стверджують, що цей вогонь запалюють не люди, а що він сходить із неба від Бога за молитвою патріарха.
Прихильники версії чудесного сходження Благодатного вогню називають низку чудодійних властивостей. Є свідчення прочан, які стверджують, що загоряння свічок відбувається й поза Кувуклією, зокрема від ікон. Також є свідчення про появу в храмі світних куль; звукові явища, що передують сходження вогню, мироточення ікон у переддень сходження Благодатного вогню; самовідновлення предметів, обпалених вогнем. Особливо наголошують на тому, що упродовж перших хвилин Благодатний вогонь не пече.
Також повідомляється, що з вечора в храмі гасять усі вогні. Щоб уникнути підробки, мусульмани (або юдеї) ретельно перевіряють Кувуклію на наявність вогню і його джерел, після чого її запечатують. Мусульмани (або юдеї) з особливою старанністю обшукують патріарха, щоб переконатися, що в нього немає засобів добування вогню. Патріарх Єрусалимський молить Бога в самій Труні про дарування Благодатного вогню аж до його чудесного сходження.
Істотною частиною вірувань є те, що сходження Благодатного вогню відбувається у Велику Суботу, що відраховується згідно з Юліанським календарем.

### Критика вірувань
Противники версії про чудесне сходження Благодатного вогню звертають увагу на відсутність авторитетних свідчень, що підтверджують регулярне чудо Благодатного вогню та його властивостей, відсутність підтвердження в незалежних джерелах чи наукової фіксації описуваного тощо. На думку професора М. Успенського

| «…паломницькі повідомлення, суперечливі в самих собі про образи сходження вогню з неба, що стверджують очевидність цього сходження для всіх що моляться, скоріше говорять про релігійну екзальтацію авторів та юрби, що оточувала їх у час обряду Св. вогню, ніж про велич самого обряду.»[7] |
Предстоятель Православної церкви України митрополит Епіфаній в інтерв'ю для 5 каналу сказав, що Святе Світло просто виносять і освячують, як і воду освячують, а перед тим наливають, хоча дехто вірує в чудесне сходження вогню:
| «Як приблизно ми освячуємо на Йордан воду: є речовина, є вода. Вона ж не виникає просто. Не твориться чудо. Священик не створює воду як таку, він просто освячує її, і вона отримує благодатну силу. Так само і з Благодатним вогнем. Він просто виноситься з Гробу Господнього… дехто вірить, що воно чудесним чином (сходить, ред.), але це більшою мірою спомин того першого чуда, яке було звершено в певний момент. І на знак цього воно відбувається кожного року». |
Митрополит Білоцерківський, речник Православної церкви України Євстратій (Зоря) закликав вірян ставитися до Благодатного вогню як до символу та не поклонятися вогню, наче втіленню Бога. Благодатний вогонь він порівняв зі святою водою, що має цілком природне походження, яке не скасовує її священного значення.

### Пояснення феноменів
Про наявність механізму, що викликає самозаймання, арабські історики згадують з XII століття, зокрема історик із Дамаска Ібн-ал-Каланісі (помер 1162) писав:

| Коли вони прибувають туди на Великдень … ті вішають лампади у вівтарі й улаштовують хитрість, щоб вогонь до них дійшов по олії бальзамового дерева й пристосувань із нього, а його властивістю є виникнення вогню при з'єднанні з жасминовою олією. Він має яскраве світло й блискуче сяйво. Вони ухитряються провести між сусідніми лампадами натягнутий залізний дріт на зразок нитки, що безупинно йде від однієї до іншої, і натирають її бальзамною олією, приховуючи це від поглядів, поки нитка не пройде до всіх лампад. Коли вони моляться й наступає час сходження, відкриваються двері жертовника; а вони думають, що там колиска Іси, мир йому, і що відтіля він здійнявся на небо. Вони входять і запалюють багато свічок, а в будинку від подиху безлічі народу стає душно. Хтось із вірних намагається наблизити вогонь до нитки, він зачіпається за неї і переходить по всіх лампадах від однієї до іншої, поки не запалює всі. Хто дивиться на це, думає, що з неба зійшов вогонь і запалив лампади[1] |
Процес «умивання» прочан Благодатним вогнем критики повторюють зі звичайним вогнем. Аналіз «умивання» прочанами борід показує, що вогнем вони рухають не під бородою, а перед нею. Коли людина намагається умити обличчя вогнем, вона рефлекторно (інстинкт самозбереження) відводить руку вперед.  Ієромонах Флавіан (Матвєєв) стосовно цього феномену писав таке:
| … На жаль, підпалює. У 2004 році мій знайомий буквально через п'ять хвилин після одержання благодатного вогню (ми навіть із храму не вийшли) намагався "вмитися вогнем". Борода начебто й невелика, помітно стала займатися. Довелося закричати йому, щоб гасив. У руках у мене була відеокамера, так що цей сумний випадок залишився зафіксованим документально. (...) Сам взяв приклад з інших, потримав руку над вогнем. Вогонь, як вогонь. Палить! |

### Свідчення про звичайний спосіб видобування вогню
Засновник духовної місії в Єрусалимі Єпископ Порфирій Успенський у своїх щоденниках описує такий епізод:

| «У той рік, коли знаменитий пан Сирії й Палестини Ібрагім, паша єгипетський, перебував у Єрусалимі, виявилося, що вогонь, одержуваний із Гробу Господнього у велику суботу є вогонь неблагодатний, а запалюваний, як запалюється вогонь усякий. Цьому паші заманулося упевнитися, чи дійсно раптово й чудово виникає вогонь на кришці Гробу Христового а чи запалюється сірником. Він... оголосив намісникам патріарха, що йому хотілося б сидіти в самій кувуклії під час одержання вогню й пильно дивитися, як він виникає, і додав, що у випадку правди будуть дані їм 5000 пунгів (2 500 000 піастрів), а у випадку неправди, нехай вони віддадуть йому всі гроші, зібрані з ошуканих прихильників, і що він надрукує у всіх газетах Європи про мерзенну підробку. Намісники петроаравійський Місаїл, назаретський митрополит Данило і філадельфійський єпископ Діонисій (нинішній вифлеємський) зійшлися порадитися, що робити. У хвилини наради Місаїл зізнався, що він у кувуклії запалює вогонь від лампади, прихованої за рухомою мармуровою іконою Воскресіння Христового, що в самому Гробі Господньому. Після цього визнання вирішено було смиренно просити Ібрагіма, щоб він не втручався в релігійні справи і... що для його світлості немає ніякої користі відкривати таємниці християнського богослужіння...»[13] |
У 2001 році місцеблюститель патріаршого престолу Єрусалимської Церкви митрополит Петрський Корнилій, який брав участь в церемонії освячення, назвав сходження вогню природним явищем. «Проте молитви, які читає патріарх або єпископ, що його замінює, освячують це природне світло і внаслідок цього воно має благодать Святого світла. Це є природне світло, яке запалюють від невгасимої лампади, котра зберігається у ризниці храму Воскресіння», — зазначив митрополит Корнилій.
У 2018 році своїми свідченнями з репортером телеканалу «Хадашот 2» поділився вірменський священник Самуїл Агоян:

| «Ми приносимо зв'язки свічок, ми називаємо їх смолоскипами, і підпалюємо їх від масляної лампи і виходимо, щоб роздати благодатний вогонь.... Так, від масляної лампи, яку лишаємо заздалегідь... Ми віримо в чудеса, але повірте, я робив це тричі, і це не чудо. Бог робить дива, але не на потіху людям, а лише тоді, коли це дійсно потрібно».[15] |

## Інциденти
- У патріарха московського Кирила під час пасхального богослужіння в храмі Христа Спасителя у 2009, 2010 і 2015 рр. погасли свічки[16].